# سفارة الصين في المملكة المتحدة
سفارة الصين في المملكة المتحدة هي أرفع تمثيل دبلوماسي لدولة الصين لدى المملكة المتحدة. تقع السفارة في مرليبون وهي تهدف لتعزيز المصالح الصينية في المملكة المتحدة.

## وصلات خارجية
- الموقع الرسمي
- قائمة سفارات الصين
- قائمة السفارات في المملكة المتحدة